# Lucien Laviscount

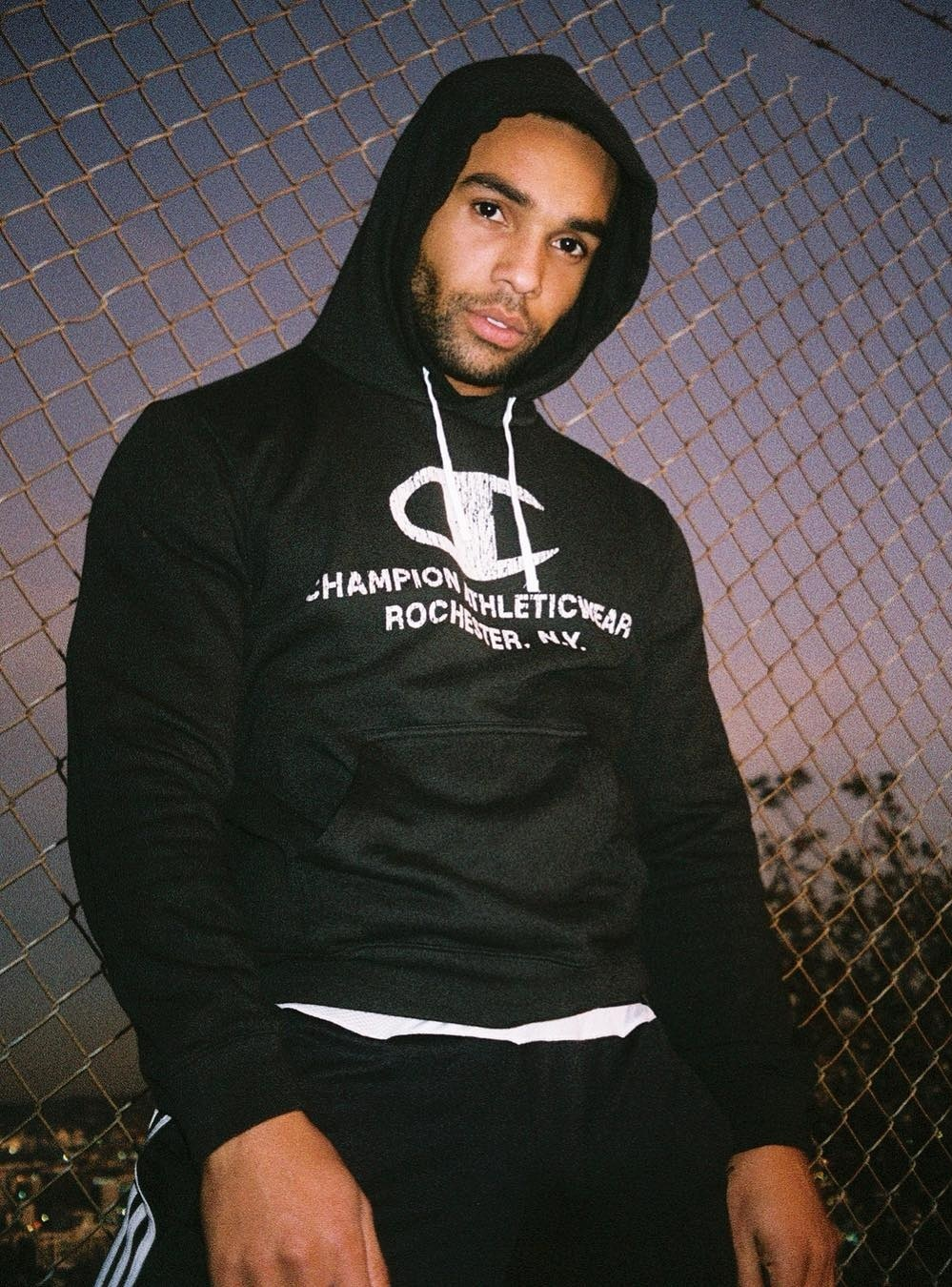
Lucien Laviscount (2019)

Lucien Leon Laviscount (* 9. Juni 1992 in Burnley) ist ein britischer Schauspieler.

## Leben
Lucien Laviscount wuchs im Ribble Valley auf und besuchte die Ribblesdale High School in Clitheroe sowie den Theater-Workshop von Carol Godby in Bury. Im Alter von zehn Jahren war er Teil einer Werbekampagne für Marks & Spencer.
2006 war er in der BBC-Miniserie Johnny and the Bomb basierend auf dem gleichnamigen Buch von Terry Pratchett als Yo-Less zu sehen, 2007/08 spielte er in der BBC-Kinderserie Grange Hill die Rolle des Jake Briggs. In der ITV-Seifenoper Coronation Street verkörperte er 2009 den Schwimmer Ben Richardson. In der ersten Staffel der Horror-Comedy-Fernsehserie Scream Queens der Fox Broadcasting Company mit Emma Roberts und Jamie Lee Curtis  gehörte er 2015 als Earl Grey zur Hauptbesetzung. 2016 verkörperte er im Horrorfilm The Bye Bye Man von Stacy Title den College-Studenten John.
In der Serie Snatch der Streamingplattform Crackle mit Luke Pasqualino und Rupert Grint spielte er 2017/18 die Rolle des Billy „Fuckin“ Ayres. Für seine Darstellung wurde er im Rahmen der National Film Awards UK der National Film Academy (NFA) als bester Darsteller in einer Nebenrolle nominiert. In der Serie Katy Keene gehörte er 2020 als Alexander Cabot zur Hauptbesetzung. 2021 übernahm er in der zweiten Staffel der Netflix-Serie Emily in Paris mit Lily Collins in der Titelrolle die Rolle des Londoners Alfie, der in Paris für eine britische Bank arbeitet.
In den deutschsprachigen Fassungen wurde er unter anderem von Julius Jellinek (The Bye Bye Man), Fabian Kluckert (Episodes), Marcel Mann (Death in Paradise), Sebastian Kluckert (Scream Queens), Karim El Kammouchi (Snatch)  sowie von Kim Hasper (Katy Keene) synchronisiert.

## Filmografie (Auswahl)
- 2002: Clocking Off – Jenny’s Story (Fernsehserie)
- 2006: Johnny and the Bomb (Mini-Serie)
- 2006: New Street Law (Fernsehserie, eine Episode)
- 2007–2008: Grange Hill (Fernsehserie)
- 2008: Life Bites (Fernsehserie, eine Episode)
- 2009: Father & Son (Mini-Serie)
- 2009: Coronation Street (Fernsehserie)
- 2011: Casualty – Epiphany (Fernsehserie)
- 2010–2011: Waterloo Road (Fernsehserie)
- 2011: New Tricks – Die Krimispezialisten – Setting Out Your Stall (New Tricks, Fernsehserie)
- 2011: Shameless – Frank Gallagher: Sent By God (Fernsehserie)
- 2011: Mount Pleasant (Fernsehserie, zwei Episoden)
- 2012: Trollied (Fernsehserie)
- 2012: Midnight Sun (Fernsehfilm)
- 2013: Death in Paradise – Ein (fast) perfekter Plan (Fernsehserie)
- 2013: The Syndicate (Fernsehserie, eine Episode)
- 2013: Love Matters – Kitten Chic (Fernsehserie)
- 2013: Skins – Hautnah – Rise (Skins, Fernsehserie)
- 2014: Episodes (Fernsehserie)
- 2014: Supernatural – Blutlinien (Fernsehserie)
- 2014: One Night in Istanbul
- 2014: Honeytrap
- 2015: Point of Honor (Fernsehfilm)
- 2015: Runaway (Kurzfilm)
- 2015: Scream Queens (Fernsehserie)
- 2016: Between Two Worlds
- 2017: The Bye Bye Man
- 2017: Still Star-Crossed – In Fair Verona, Where We Lay Our Scene (Fernsehserie)
- 2017: Love Beats Rhymes
- 2017–2018: Snatch (Fernsehserie)
- 2020: Katy Keene (Fernsehserie)
- 2021: Versuchung – Wie weit gehst du? (Trust)
- 2021: Threesome – Ein Dreier mit Folgen (Threesome, Fernsehserie)
- seit 2021: Emily in Paris (Fernsehserie)
- 2022: Weihnachten bei dir oder bei mir? (Your Christmas or Mine?)
- 2023: Last Contact (Last Sentinel)

## Auszeichnungen und Nominierungen
National Film Awards UK 2018
- Nominierung in der Kategorie Best Supporting Actor für Snatch[5]

MTV Movie & TV Awards 2022
- Nominierung in der Kategorie Bester Kuss für Emily in Paris (gemeinsam mit Lily Collins)[8]